# Waibalun
Waibalun è parte del distretto (kecamatan) di Larantuka, in Indonesia, sita nella zona orientale dell'isola di Flores.